# South Glamorgan

Glamorgan Meridional ou do Sul (em galês: De Morgannwg; em inglês: South Glamorgan) é um condado preservado localizado no sul do País de Gales.